# Liste der Stadien in Sierra Leone

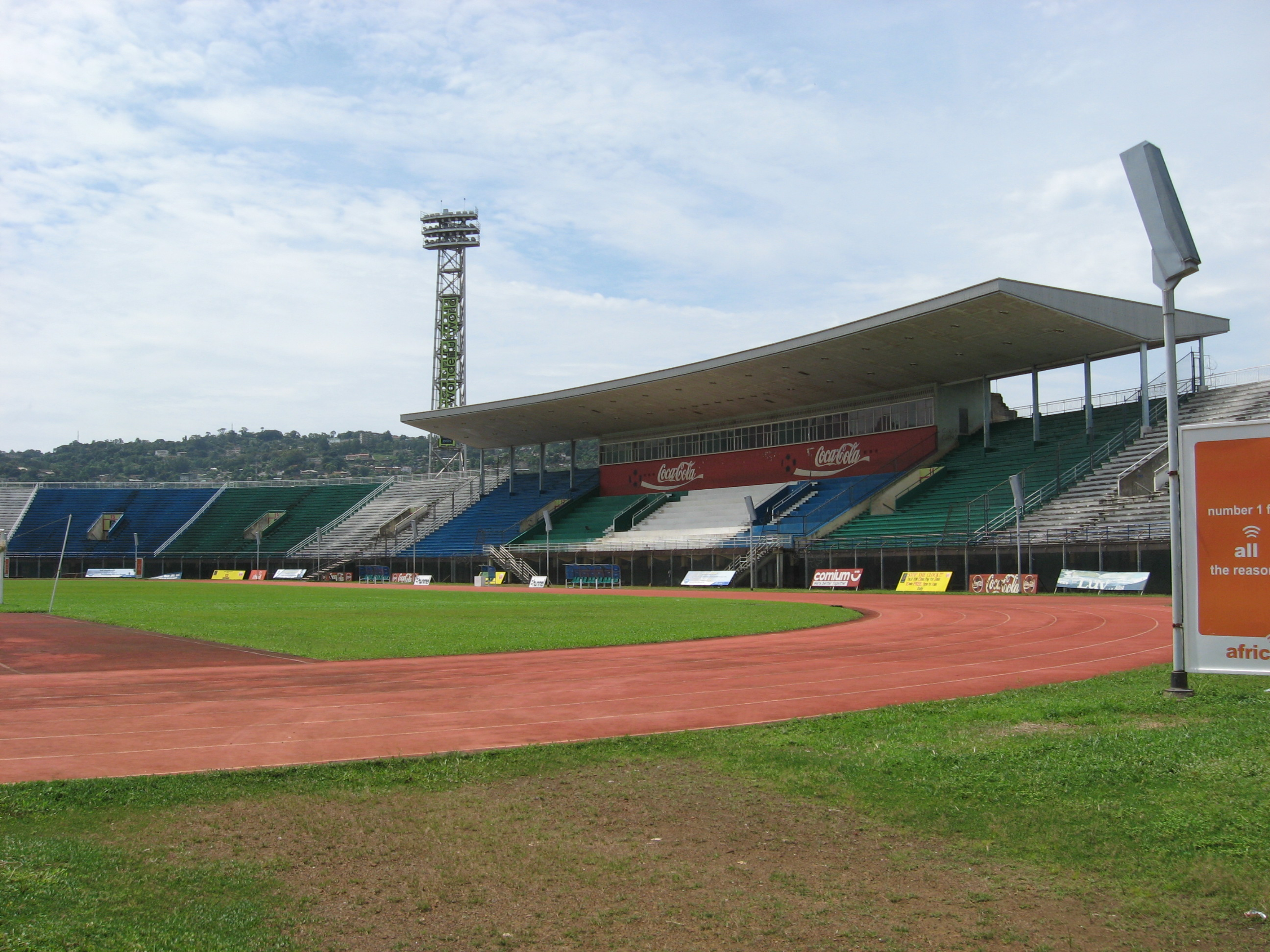
National-Stadion in Freetown

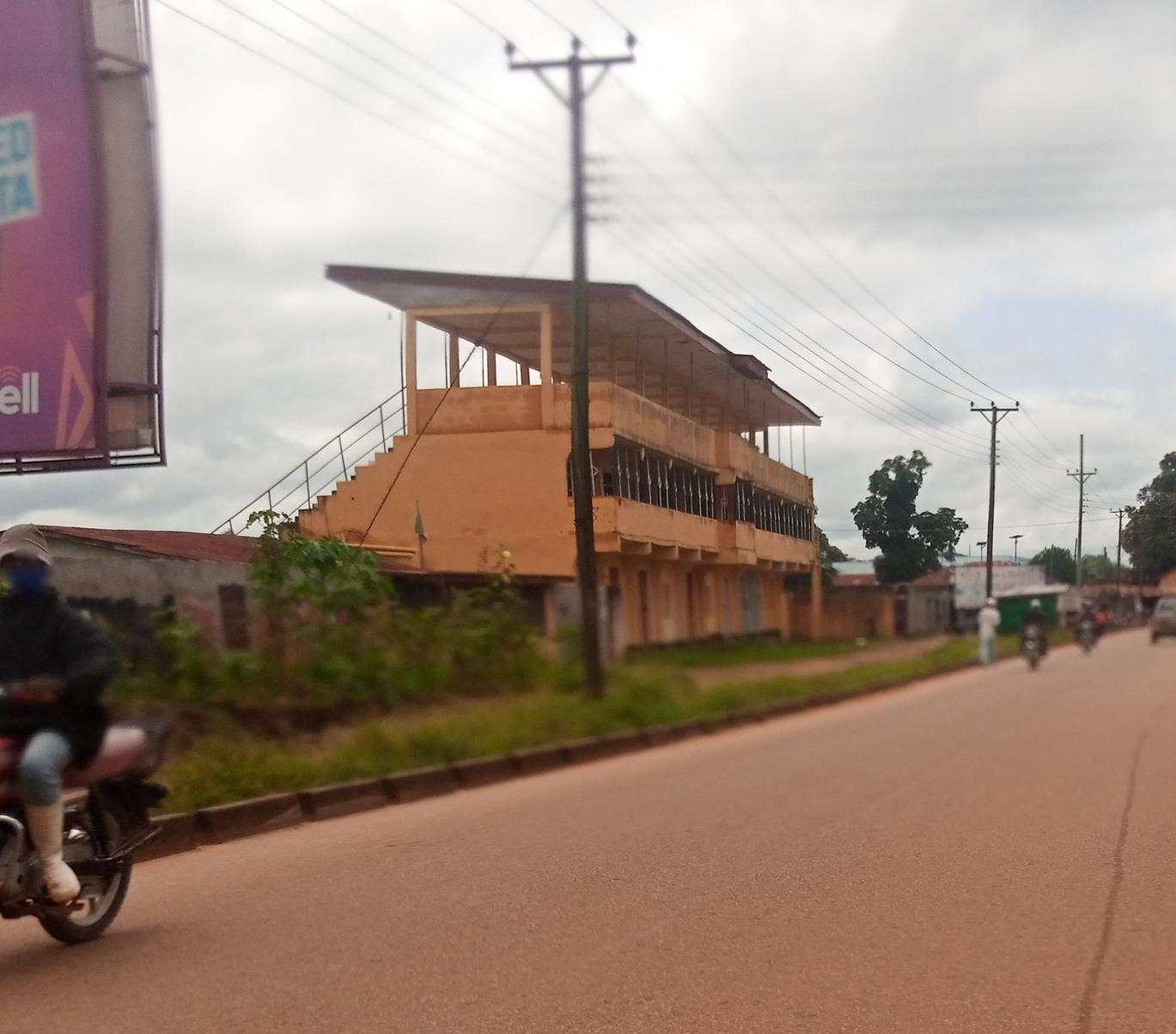
Stadion in Kenema

Die Liste der Stadien in Sierra Leone ist eine – noch unvollständige – Auflistung von Sportarenen in dem westafrikanischen Staat Sierra Leone. Das National-Stadion in der Hauptstadt Freetown ist die größte Sportarena des Landes.

## Stadien
Die Stadien sind alphabetisch nach Orten sortiert.
| Stadion                    | Ort      | Zuschauerplätze      | Hauptnutzung                      | Eröffnung             | Koordinaten                     |
| -------------------------- | -------- | -------------------- | --------------------------------- | --------------------- | ------------------------------- |
| Bo-Stadion                 | Bo       | 4.000 (?) 25.000 (?) | Fußball, sonstige Veranstaltungen | 2014                  | 7° 56′ 55,1″ N, 11° 41′ 43,1″ W |
| Academy Ground             | Freetown | unbekannt            | Fußball                           |                       |                                 |
| Brima-Attouga-Mini-Stadion | Freetown | unbekannt            | Fußball                           |                       |                                 |
| Kingtom-Sportplatz         | Freetown | unbekannt            | Fußball                           |                       |                                 |
| National-Stadion           | Freetown | 36.000               | Fußball, Leichtathletik           | 1979 (2004 renoviert) | 8° 28′ 46″ N, 13° 14′ 57″ W     |
| Kenema-Stadtsportplätze*   | Kenema   | unbekannt            | vor allem Fußball                 |                       |                                 |
| Tongo-Sportplatz           | Kenema   | unbekannt            | vor allem Fußball                 |                       |                                 |
| Koidu-Sportstadion         | Koidu    | 10.500               | unter anderem Fußball             |                       |                                 |
| Wusum-Sportstadion         | Makeni   | 10.000               | Fußball                           |                       |                                 |
| EBK-Stadion                | Newton   | unbekannt            | unter anderem Fußball             |                       |                                 |

* Einziger Kunstrasenplatz des Landes.